# Полёт птиц

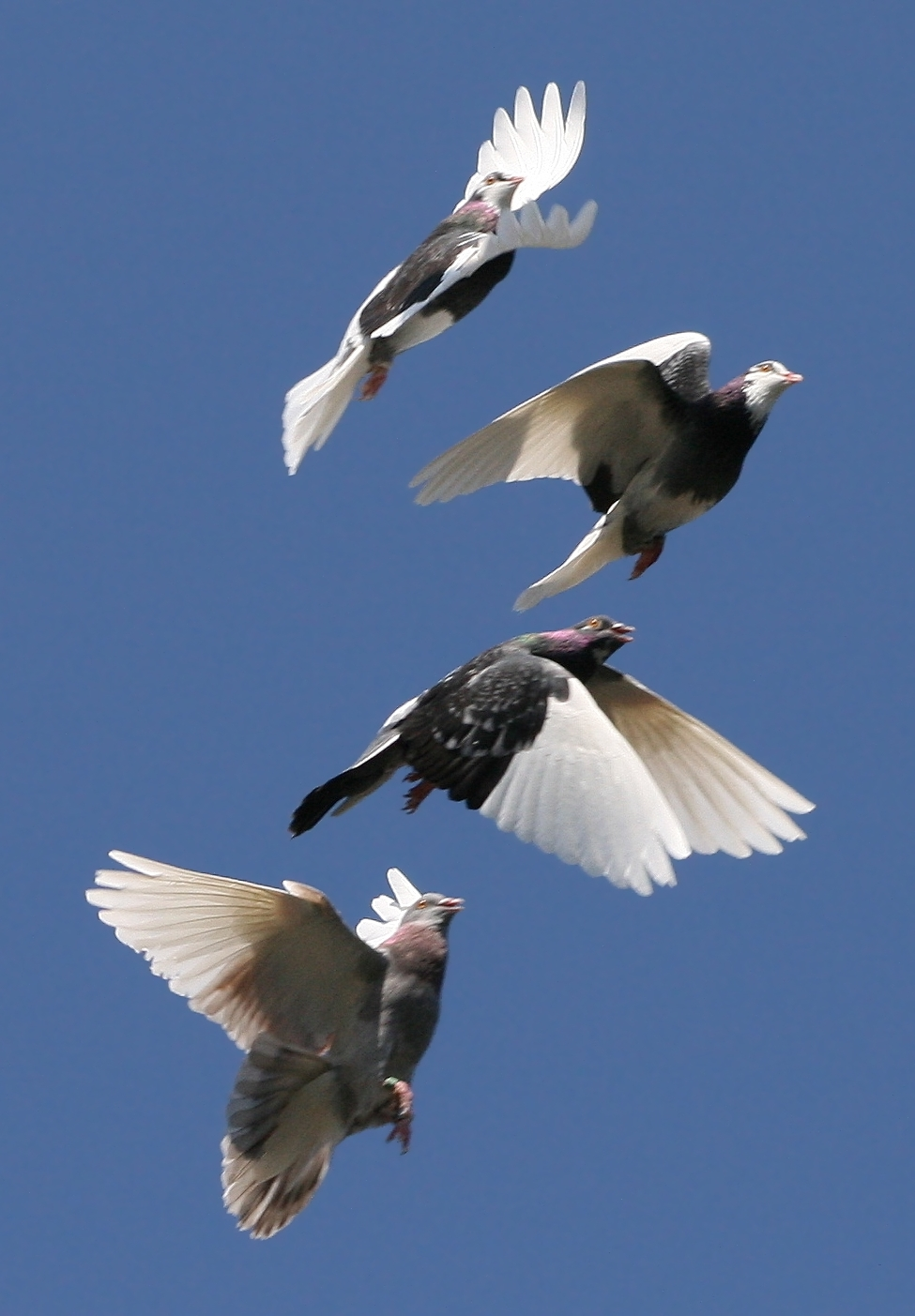
Стая сизых голубей, каждый из которых находится в своей фазе полёта

Полёт — основной способ передвижения большинства видов птиц, помогающий им искать пищу, мигрировать и спасаться от хищников. Полёт является наиболее специфической формой передвижения птиц, определившей основные черты организации этого класса. Способность птиц к полёту вызвала ряд адаптаций для обеспечения полёта, взлёта и посадки, ориентирования в пространстве и навигации.
Характеристики полёта птиц в значительной мере зависят от величины птицы и её экологической ниши. Хотя определённые биологические адаптации (к примеру, минимизация массы тела) характерны для всех летающих птиц, другие (например, форма крыльев) характерны только для отдельных групп.

## История исследования

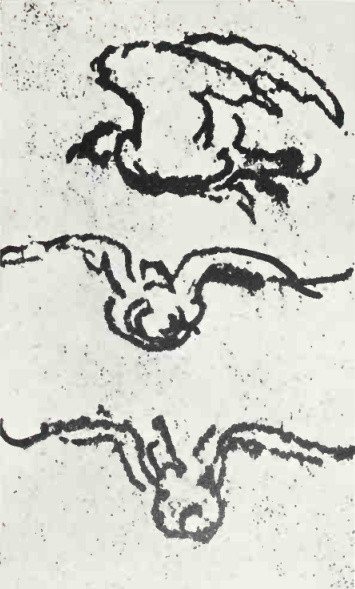
Рисунок полёта птицы, сделанный Леонардо да Винчи

Начало исследованиям полёта птиц заложил ещё Аристотель в работе «О частях животных», в четвёртой книге. Он считал, что скорость пропорциональна силе, которая действует на тело, поэтому для движения постоянно необходим «движитель», который двигает тело, а сам при этом остаётся недвижимым. Чтобы объяснить движение летающих объектов, Аристотель был вынужден ввести понятие передачи функции «движителя» частям воздуха. Понятия инерции, ускорения и аэродинамического сопротивления тогда ещё не были известны, поэтому фактически физика полёта осталась необъяснённой.
Лишь через два тысячелетия следующий значительный шаг в исследовании полёта птиц сделал Леонардо Да Винчи в своей работе «Кодекс о полёте птиц». Его заметки подробно описывали, что необходимо не только для равномерного полёта, но и для взлёта и посадки, при порывах ветра и в других ситуациях.
Его изображения детально показывали этапы движения разных частей тела птиц. Также он ввёл понятие давления воздуха и его изменений вокруг крыльев. Наблюдения за птицами натолкнули его на мысль, что основная тяга в полёте создаётся концевыми частями крыла. Тем не менее, работы Леонардо Да Винчи о полёте птиц долго оставались малоизвестными — их опубликовали лишь в середине XX века.
В работе Джованни Альфонсо Борелли «О движении животных», опубликованной в 1680 году, подробно описана анатомия птиц с точки зрения механики и выдвинута модель, объясняющая образование подъёмной силы. Также Борелли опроверг идею Аристотеля о роли хвоста птиц в регулировании направления полёта.
Следующие этапы развития знаний о полёте птиц связаны со становлением гидродинамики. Так, Христиан Гюйгенс в XVII столетии измерил зависимость аэродинамического сопротивления от скорости, а его ученик Готфрид Лейбниц фактически ввёл понятие закона сохранения энергии.
В 1738 году Даниил Бернулли в работе «Гидродинамика» опубликовал выведенный им закон, который связывал давление жидкости с её скоростью (сейчас известный как закон Бернулли), на основе которого Леонард Эйлер вывел набор дифференциальных уравнений, которые описывали движение жидкости. Эти уравнения впервые дали количественное описание полёта, хотя и не давали правдоподобных результатов из-за отсутствия в них вязкости. Лишь в 1843 году в работе Жан-Клода Барре де Сен-Венана, и, независимо, в работе 1845 года Стокса, уравнения Эйлера были дополнены вязкостью и получили название уравнений Навье — Стокса.

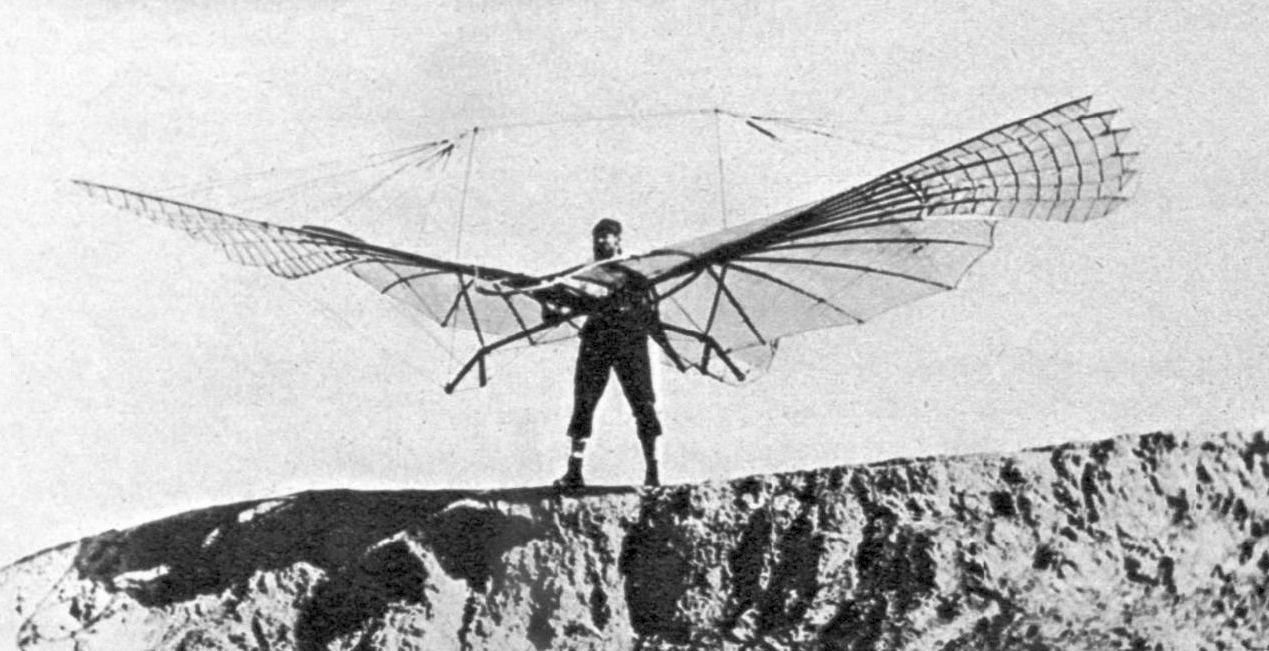
Летательный аппарат Отто Лилиенталя, 1894 год

Первые попытки применения этих принципов с целью копирования полёта птиц и создания летательных аппаратов тяжелее воздуха были осуществлены Джорджем Кейли в начале XIX века. В своих работах 1809—1810 годов он опубликовал первые количественные расчёты касательно полёта птиц и вывел форму наименьшего сопротивления для заданного объёма. Он также осуществил первые попытки создания искусственных летательных аппаратов, которые, однако, завершились неудачей.
Эти попытки были продолжены Отто Лилиенталем, который также детально исследовал полёт птиц и сделал на его основе собственный летательный аппарат, но его эксперименты закончились гибелью из-за травм, полученных при аварии летательного аппарата.
В 1880-х годах Этьен Жюль Маре ещё дальше продвинулся в исследовании полёта птиц, сняв первые кинофильмы полёта птиц, и сконструировал очень сложные экспериментальные установки для измерения сил и давления воздуха в различных точках вокруг птицы, — в частности, он получил эмпирическую зависимость аэродинамического сопротивления от поверхности.

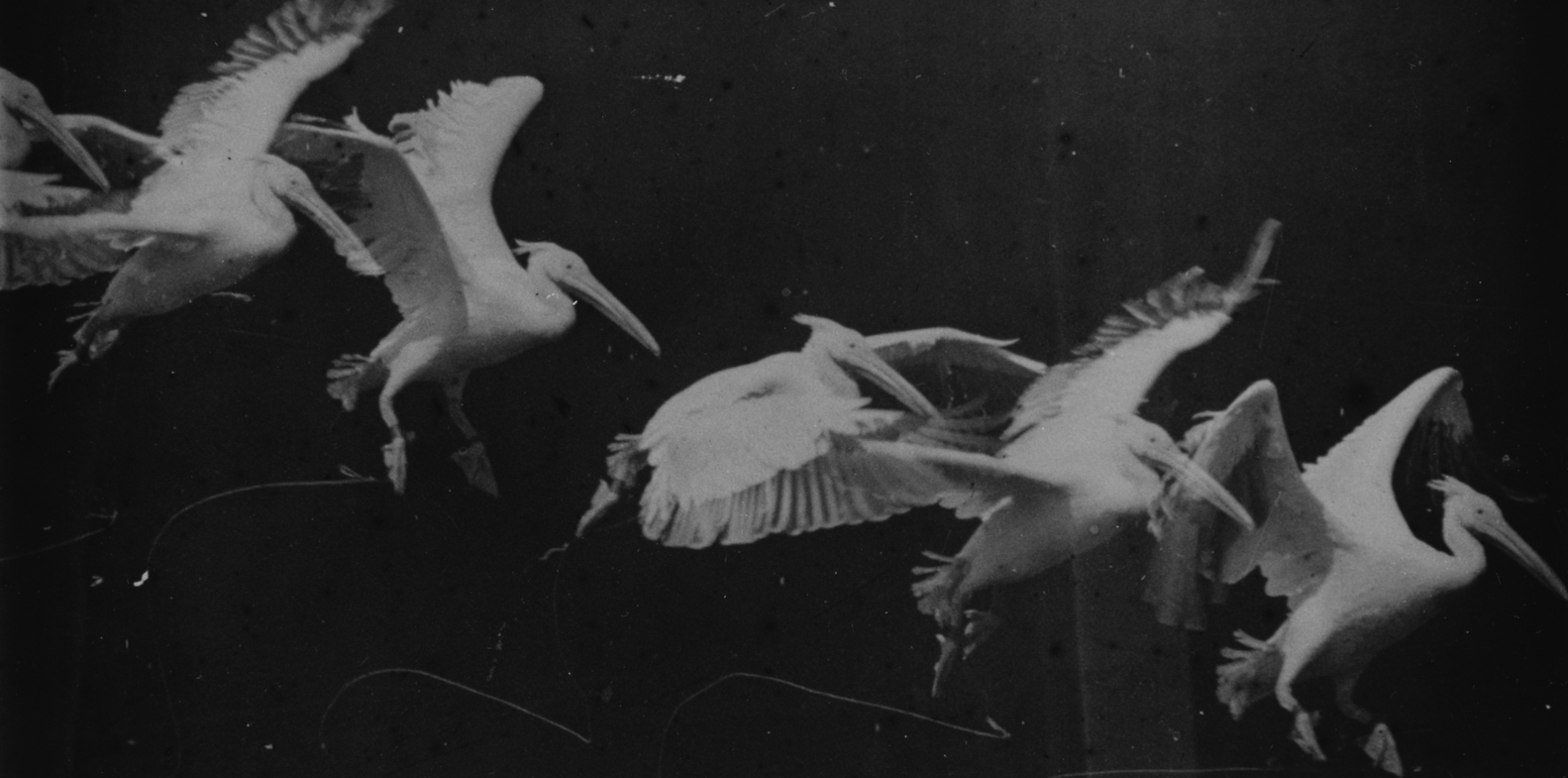
Серия фотографий пеликана, сделанная Маре, 1882 год

В начале XX столетия с созданием самолётов основное направление гидро- и аэродинамики сместилось от исследования птиц к исследованию аппаратов с неподвижными крыльями. Для этих аппаратов были созданы теории, и хотя считалось, что их можно применять и для птиц, экспериментальных исследований практически не проводилось.
Лишь в 1960-х годах исследование полёта птиц началось ради изучения самих птиц.
К тому времени уже была детально известна функциональная анатомия этих животных, хотя ряд деталей был открыт намного позднее. Тогда же стало возможным и использование рентгеновской фотографии для визуализации в полёте костей и сокращений отдельных мышц. Также были измерены затраты энергии при полёте. Исследования не ограничивались лабораторными, развитие радаров позволило измерять скорость полёта в естественных условиях и изучать стратегию поведения птиц в разнообразных ситуациях.

## Эволюция

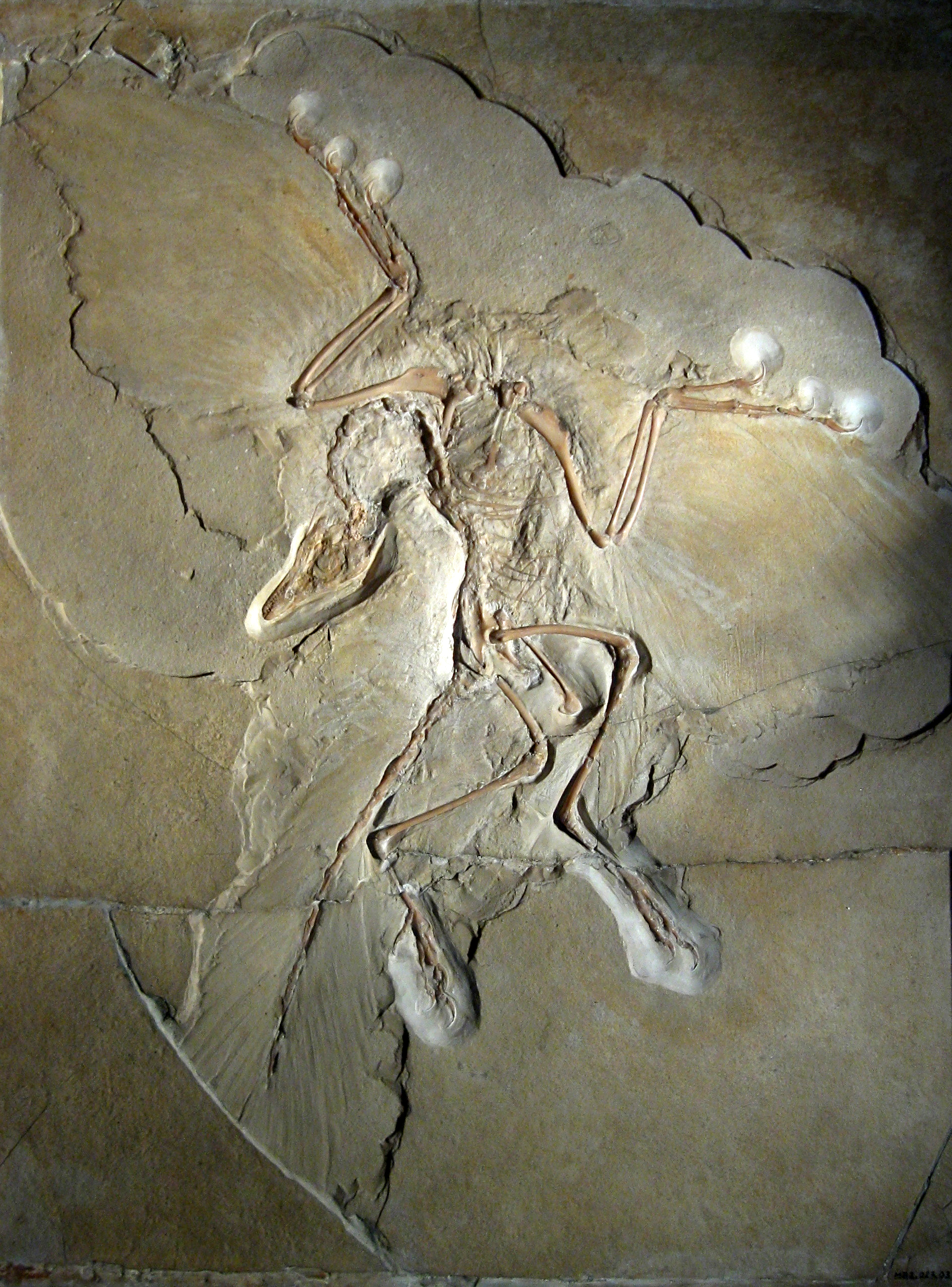
Археоптерикс (Archaeopteryx siemensii), берлинский экземпляр

В настоящее время в научном сообществе доминирует гипотеза, что птицы произошли от теропод, но механизм возникновения способности к полёту до сих пор неясен.
Существует три главные гипотезы:
- «древесная» или «с деревьев вниз» (англ. arboreal или trees down, Marsh, 1880[9]), согласно которой предки птиц сначала научились планировать вниз с деревьев, после чего развили способность к настоящему полёту за счёт силы мышц;
- «наземная» или «с земли вверх» (англ. cursorial или ground up, Williston, 1879[10][11]), согласно которой предки птиц были небольшими ловкими динозаврами, которые развили перо для других нужд, а потом стали использовать его для поднятия в воздух и полёта;
- «бег с помощью крыльев», вариант «с земли вверх», согласно которой крылья развились для образования направленной вниз силы, которая делала возможным лучший контакт с поверхностью, а в результате — более высокую скорость бега и способность бегать по вертикальным поверхностям.

До сих пор остаётся неизвестным, имела ли способность летать первая известная птица — археоптерикс (Archaeopteryx). С одной стороны, археоптерикс имел структуры мозга и сенсорные структуры внутреннего уха, которыми птицы пользуются для контролирования своего полёта, а его перья были расположены подобно перьям современных птиц.
С другой стороны, археоптерикс не имел плечевого механизма, с помощью которого современные птицы осуществляют быстрые машущие движения; это может указывать на то, что первые птицы не были способны к машущему полёту, но могли планировать. Находки большинства ископаемых останков археоптерикса в приморских районах без густой растительности привело к гипотезе, что эти птицы могли использовать крылья для бега по поверхности воды, подобно ящерицам василискам (лат. Basiliscus).
Таким образом, строение скелета археоптерикса свидетельствует о его наземном образе жизни, в то время как перья и крылья — о способности к полёту.

### Древесная теория, с деревьев вниз

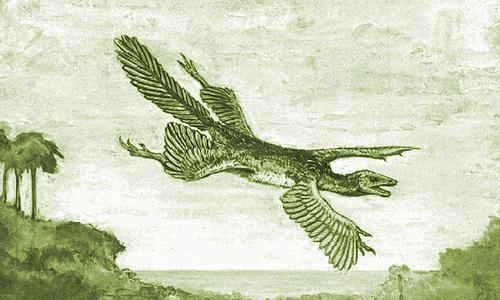
Ключевое звено в эволюции птиц согласно гипотезе «с деревьев вниз»

Стала первой высказанной гипотезой, предложенной Маршем в 1880 году. Предложена по аналогии с парящими позвоночными, такими как белки-летяги и шерстокрылы. Согласно этой гипотезе, протоптицы, подобные археоптериксу, использовали когти для того, чтобы подниматься на деревья, с которых потом взлетали с помощью крыльев.
Однако более поздние исследования поставили эту гипотезу под сомнение, приводя данные, что первые птицы не умели лазать по деревьям. Современные птицы, у которых есть такая способность, имеют значительно искривлённые и более крепкие когти, чем ведущие наземные образ жизни; когти же птиц мезозойской эры, как и у родственных им динозавров-теропод, были подобны когтям современных наземных птиц.
Тем не менее, недавняя находка окаменелостей четырёхкрылого динозавра, согласно гипотезе «с деревьев вниз», является ожидаемым звеном в эволюции птиц и вновь возродила интерес к данной гипотезе.

### Наземная теория, с земли вверх

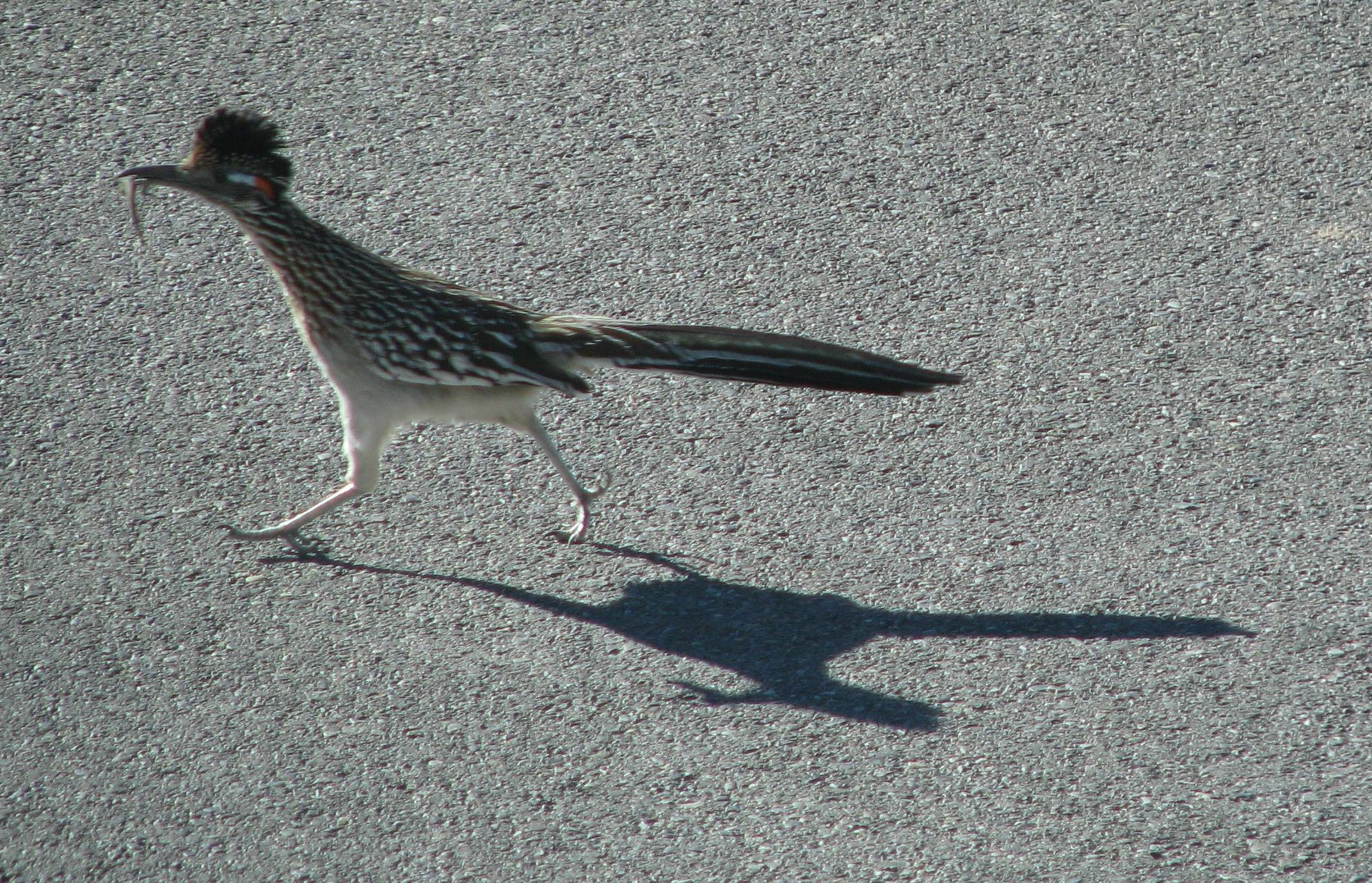
Калифорнийская кукушка-подорожник (Geococcyx californianus)

Перья были довольно широко распространены у целурозавров, включая раннего тиранозавроида Dilong, а современных птиц палеонтологи чаще всего относят именно к этой группе, хотя некоторые орнитологи относят их к родственным группам.
Функциями этих перьев могли быть теплоизоляция или же половая демонстрация. В наиболее распространённой версии возникновения полёта «с земли вверх» утверждается, что предки птиц были небольшими наземными хищниками (как современная калифорнийская бегающая кукушка), и использовали свои передние конечности для поддержания равновесия, а позднее эти покрытые перьями конечности развились в крылья, способные поддерживать птицу в полёте.
Другой вариант гипотезы предполагает развитие полёта из полового поведения: для привлечения внимания противоположного пола развилось длинное перо и более сильные конечности, которые сначала использовались как оружие, а потом оказались пригодными к машущему полёту. Также из-за того, что много останков археоптерикса находят в морских отложениях, было предположено, что крылья могли помогать этим птицам двигаться и по поверхности воды.

### Бег с помощью крыльев
Гипотеза «бега с помощью крыльев» основана на наблюдении за молодыми кекликами и утверждает, что крылья получили свои аэродинамические функции в результате реализации потребности птицы быстро бегать по крутым поверхностям (таким как стволы деревьев): или спасаться от хищников, или, наоборот, неожиданно атаковать. Для этого требовалась сила, которая прижимает птицу к поверхности.
Тем не менее первые птицы, включая археоптерикса, не имели плечевого механизма, с помощью которого современные птицы создают подъёмную силу, — из-за этого данная гипотеза подвергается значительной критике.

### Новые альтернативные теории

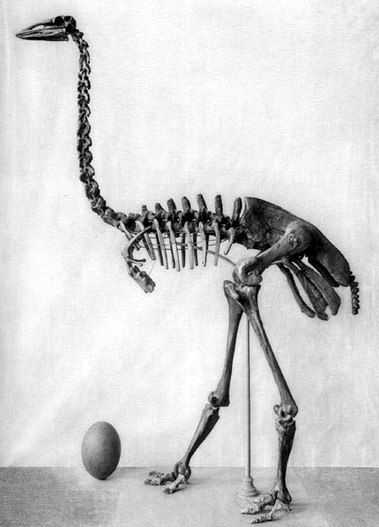
Скелет эпиорниса

В 2007 году российский палеонтолог, сотрудник Палеонтологического института РАН Курочкин Е. Н. предложил компромиссную гипотезу происхождения полёта, объединив отдельные элементы «наземной» и «древесной» гипотез с новыми исследованиями и доказательствами. От «наземной» гипотезы автор оставил только развитие длинных ног как ключевую адаптацию, освободившую передние конечности от опорной функции.
Также в отличие от «древесной» гипотезы переход предков птиц на деревья произошёл не из-за лазания по стволам, а из-за спрыгивания на нижние конечности, с использованием опоры на них. Передние же конечности при этом сохраняли свободу движений и могли производить машущие движения для удержания равновесия при спуске с деревьев.
Анизодактильная лапа, наиболее распространённая у птиц, когда три пальца направлены вперёд и один — назад, дающая надёжную опору на 4 расставленных пальца, открыла возможность для редукции длинного хвоста, который служил ранними птицами для поддержания равновесия. Эта эволюционная гипотеза исключает необходимость планирующей стадии на пути к возникновению машущего полёта.

### Потеря способности к полёту некоторыми видами птиц
Некоторые виды птиц, прежде всего обитающие на изолированных островах, где отсутствуют наземные хищники, потеряли способность к полёту. Это является доказательством[уточнить] того, что, несмотря на большие преимущества полёта, он требует больших затрат энергии, и поэтому, при отсутствии хищников, может стать ненужным[страница не указана 1812 дней].
Полёт требует не слишком большой массы тела: у современных летающих птиц она обычно не превышает 12-16 кг (лебеди, грифы, дрофы). Рекорд может принадлежать африканской большой дрофе (18,2 кг) или обыкновенной дрофе (21 кг впрочем, неизвестно, мог ли летать этот экземпляр). Среди ископаемых летающих птиц были, вероятно, и более тяжёлые;. Нелетающие же птицы часто достигают намного большей массы: у отдельных видов пингвинов она достигает 40 кг, казуаров и африканских страусов — 80—100 (до 156) кг. Некоторые виды вымерших нелетающих птиц, как эпиорнисы и моа, видимо, достигали 300—400 и даже около 450 кг.

## Адаптации к полёту

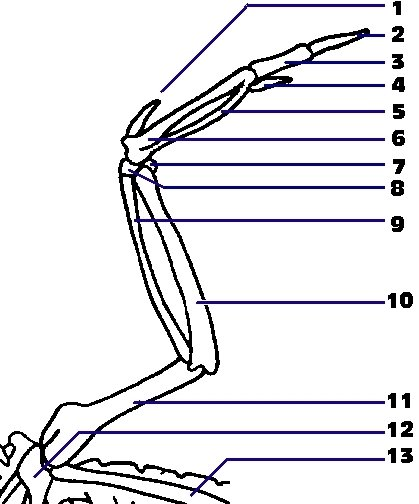
Скелет птичьего крыла:
1. крылышко (придаточное крыло)
2. терминальная фаланга большого пальца
3. базальная фаланга большого пальца
4. малый палец
5-6. пряжка
7. гороховидная кость
8. ладьевидно-полулунная кость
9. лучевая кость
10. локтевая кость
11. плечевая кость
12. коракоид
13. лопатка

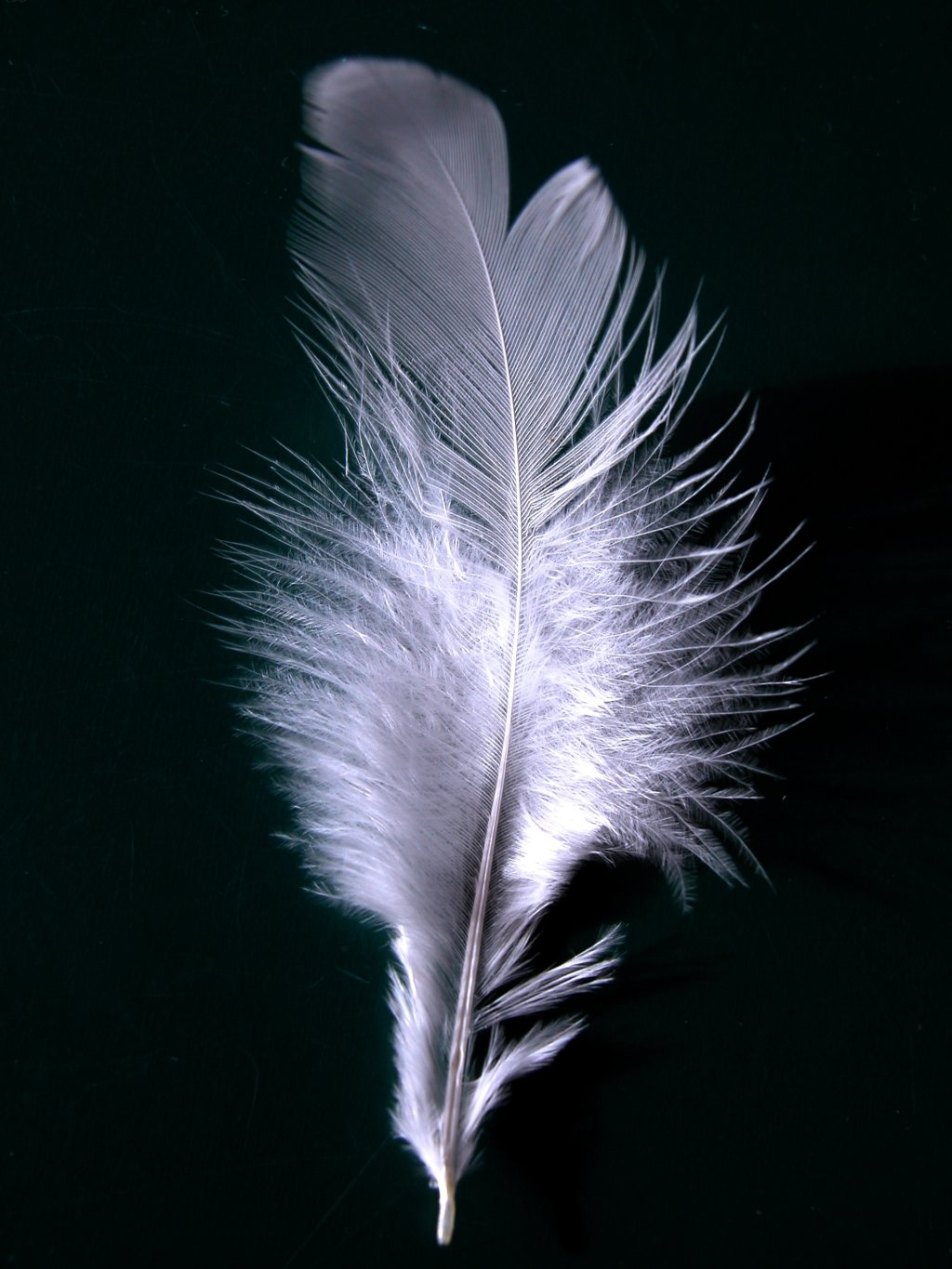
Птичье перо

### Крыло

#### Скелет крыла
Способность летать птицам дают крылья — адаптированные для полёта передние конечности. Каждое крыло имеет главную поверхность, которой оно разрезает воздух, поддерживаемую тремя костями: плечевой, локтевой и лучевой.
Кисть передней конечности, которая у далёких предков птиц имела пять пальцев, ныне сильно упрощена, сохранила лишь три пальца (по разным данным, это пальцы ІІ, ІІІ и IV или І, ІІ, ІІІ) и служит для крепления маховых перьев первого порядка, одной из двух главных групп маховых перьев, которые обуславливают форму крыла.
Второй набор маховых перьев находится позади кистевого сустава локтевой кости и имеет название маховых второго порядка. Остальные перья называются кроющими и делятся на три набора. Иногда крыло имеет рудиментарные когти, хотя у большинства видов они исчезают к моменту достижения птицей половозрелости (например, у птенцов гоацина). Но они сохраняются у таких птиц как птица-секретарь, паламедеи, страусы и у некоторых других видов птиц в качестве частой, но не характерной черты. Когти ископаемого археоптерикса напоминают по строению когти гоацинов.
У гигантских буревестников и альбатросов существует механизм закрепления суставов крыльев в одном положении для уменьшения нагрузки на мышцы во время парящего полёта.
В полёте крылья приводятся в движение мощными летательными мышцами, на которые приходится от 15 до 20 %, а у хорошо летающих птиц — более 25 % массы тела. Крыло поднимает подключичная мышца, а опускает — большая грудная; обе мышцы прикреплены к грудине.

#### Перья крыльев

Группы перьев крыла: 1. Маховые 1-го порядка. 2. Кроющие 1-го порядка. 3. Перья крылышка (придаточного крыла). 4. Маховые 2-го порядка. 5. Большие кроющие 2-го порядка. 6. Средние кроющие 2-го порядка. 7. Малые кроющие 2-го порядка. 8. Маховые 3-го порядка. 9. Плечевые перья

Главными перьями, используемыми для полёта и дающими крыльям и хвосту птиц их внешнюю форму, являются маховые перья. Маховое крыло обычно делится на две-три главных группы: маховые перья 1-го (первостепенные), 2-го (второстепенные) и иногда 3-го порядка.
Маховые перья 1-го порядка крепятся с помощью сухожилий к костям кисти, 2-го порядка — к локтевой кости, 3-го — к плечевой кости. Для большинства видов птиц маховые перья 1-го порядка в наибольшей мере отвечают за способность летать: даже полное удаление других перьев с крыльев не влияет на дальность и скорость полёта, но заметное укорочение маховых перьев 1-го порядка, особенно дистальных, практически лишает птиц способности летать. Большая часть площади маховых перьев покрыта так называемым кроющим оперением, которое защищает его и закрывает щели возле оснований.
При потере птицей половины маховых перьев машущий полёт возможен, однако подрезание кончиков маховых перьев делает его невозможным.

#### Форма крыльев
Форма крыла — важный фактор, определяющий тип и характеристики полёта, к которому способна птица. Разные формы крыльев отвечают разным компромиссным решениям для создания нужных характеристик, таких как скорость полёта, затраты энергии и манёвренность.
Форма крыла в двумерной горизонтальной проекции может быть приблизительно описана двумя параметрами: удлинением и нагрузкой на крыло[уточнить]. Удлинение крыла — это отношение размаха крыльев к средней ширине крыла (или квадрат размаха крыльев, разделённый на площадь крыльев). Нагрузка на крыло — отношение массы птицы к суммарной площади крыльев.
Воздух обтекает передний край крыла, а также выпуклую верхнюю поверхность. Это приводит к ускорению его движения и создаёт область пониженного давления, в то время как давление на нижнюю вогнутую поверхность крыла остаётся практически постоянным. Данная разница давления над крылом и под ним создаёт подъёмную силу.
Большинство видов птиц могут быть сгруппированы в несколько типов по форме крыльев. Обычно выделяют эллиптические крылья, крылья для скоростного полёта, крылья с относительно большим удлинением и крылья для парящего полёта, описанные ниже.
Эллиптические крылья

Типичные формы крыльев

Эллиптические крылья короткие и округлённые, с небольшим удлинением, которое позволяет птицам маневрировать в ограниченном пространстве, например в условиях густой растительности. Такие крылья характерны для лесных хищных птиц (например, ястреба) и многих воробьинообразных, особенно немигрирующих видов (мигрирующие виды птиц имеют длинные крылья для продолжительных перелётов). Также эта форма крыльев обычна у видов, которые избегают хищников за счёт быстрого взлёта, например, фазанов и куропаток.
Крылья для скоростного полёта
Крылья для скоростного полёта короткие и заострённые, имеют высокую нагрузку на крыло и обеспечивают высокую частоту взмахов для наибольшей возможной скорости за счёт значительных затрат энергии. Такой тип крыльев характерен для небольших птиц и примечателен очень большой относительной длиной кисти крыла.
Этот тип крыльев характерен для птиц, способных развивать большую скорость полёта, таких как сапсан, стрижи и большинство утиных. Подобную форму крыльев имеют и чистиковые, но по другой причине — они используют крылья для ныряния и «полёта» под водой. Птицы с такими крыльями достигают рекордной скорости — иглохвостый стриж (Hirundapus caudacutus) развивает скорость до 170 км/ч, а сапсан — до 300 км/ч. Сапсан является самым быстрым животным на земле.
Крылья с относительно большим удлинением
Крылья с относительно большим удлинением очень длинны и стройны. Обычно они характеризуются низкой нагрузкой на крыло и используются для медленного полёта, почти парения. Такие крылья характерны для буревестников, крачек, козодоеобразных и птиц, которые способны переходить на динамическое парение над волнами для сохранения энергии, что распространено среди морских птиц.
Особым случаем этого типа являются крылья гигантских буревестников и альбатросов, наиболее приспособленных к продолжительному парению. Эти крылья характеризуются наименьшей относительной длиной кисти, около 25 % от длины крыла, и наибольшим числом маховых перьев второго порядка — 40.
Эти птицы также имеют типичный для них механизм закрепления суставов крыльев и отличия в строении маховых перьев кисти.
Крылья для парящего полёта
Крылья для парящего полёта относительно широкие и характерны для больших сухопутных птиц, таких как орлы, грифы, пеликаны и аисты. Глубокие бороздки на концах крыльев между маховыми перьями уменьшают силу сопротивления воздуха, а относительно короткий размер позволяет подниматься с поверхности земли без потребности в значительном разгоне.
Относительно подобны им крылья цапель и ибисов, которые используют их для медленного машущего полёта.

### Хвост
В основе хвоста птиц лежат кости 5—7 позвонков и пигостиль, к которому крепятся рулевые перья хвоста. Число рулевых перьев хвоста различно у разных видов птиц, от их полного отсутствия у поганковых до 22—24 у пеликанов, уток и лебедей.
Рулевые перья хвоста способны раздвигаться, существенным образом увеличивая площадь. Также хвост может двигаться в двух направлениях с помощью шести пар мышц. Хотя у большинства птиц перья хвоста приблизительно одинаковой длины и образовывают плоский раскрытый хвост, форма хвоста может быть различной.
Например, у сороки, фазанов, олуш, некоторых голубей и кукушек центральные перья длиннее, что придаёт хвосту округлую форму. У некоторых фаэтонов, щурок, поморников, некоторых рябчиков и птиц-секретарей центральные перья намного длиннее.
Наоборот, у деревенской ласточки, фрегатов и некоторых крачек центральные перья намного короче, образовывая вилкообразный хвост.
Хвост принимает участие в стабилизации полёта и маневрировании за счёт как подъёмной силы, так и силы сопротивления.

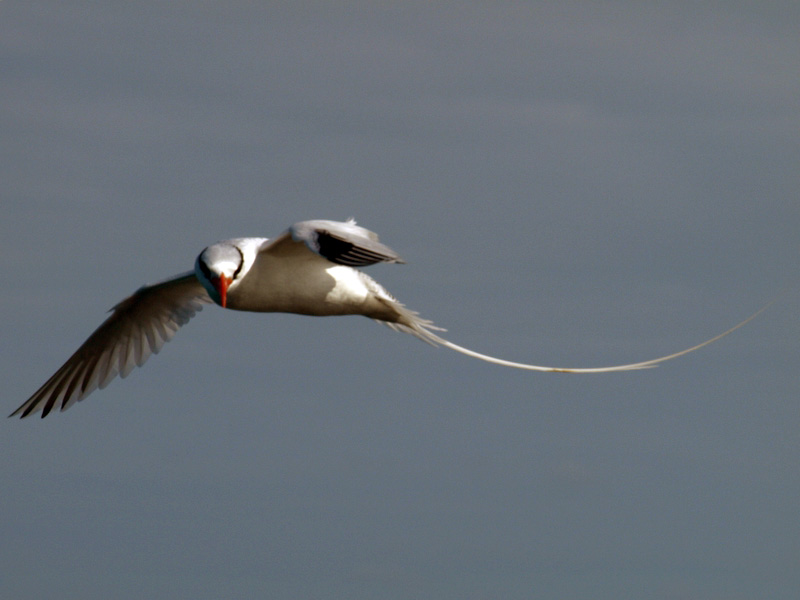
Длинные центральные перья хвоста красноклювого фаэтона

Длинные жёсткие хвосты, особенно с длинными центральными перьями, наиболее приспособлены для создания аэродинамического сопротивления, способствуя стабильности полёта.
В то же время вилкообразные хвосты создают подъёмную силу почти без силы сопротивления, обеспечивая манёвренность при быстром полёте.
Морские птицы часто имеют очень короткие хвосты, так как при медленном полёте им не требуется манёвренность.
У лесных птиц хвосты должны создавать высокую стабильность и иметь стойкость к столкновениям, для чего наиболее удобны длинные прямые хвосты.

### Прочие адаптации к полёту
Хотя крылья и перья являются основными адаптациями к полёту, потребности полёта вызвали многие другие изменения в организме птиц.
Перья летающих птиц отличаются от перьев многих нелетающих птиц и оперённых динозавров наличием микроскопических крючков, которые сохраняют перо целостным и предоставляют ему необходимую для полёта прочность.
Из всех позвоночных наиболее развит мозжечок[страница не указана 1812 дней] у птиц, что служит важной адаптацией к координации сложных движений и ориентации в трёхмерной среде. С полётом связано усиление роли зрения по сравнению с другими органами чувств.
Скелет птиц имеет ряд пустотелых костей, что заметно уменьшает его массу. Кроме того, у птиц отсутствует целый ряд костей, которые ещё существовали у археоптерикса, в частности, исчез длинный хвост. Челюсти с зубами были заменены лёгким клювом, в целом кости черепа стали более тонкими и лёгкими. Также в скелете появился киль, большая кость, к которой крепятся мышцы крыльев. Адаптациями к полёту считаются также срастание большей части позвонков, наличие пигостиля, к которому крепятся рулевые перья хвоста, и др.
С полётом связана перестройка мышечной системы, в частности, увеличение размеров больших грудных мышц — опускателей крыла. Их масса составляет от 10 до 25 % массы тела птицы.
Важной адаптацией, предназначенной для обеспечения высоких затрат энергии и, соответственно, высокой скорости метаболизма, является появление однонаправленного тока воздуха в лёгких — двойного дыхания. Воздух, попадая в воздушные мешки, проходит через лёгкие птиц при каждом вдохе и выдохе в одном и том же направлении, что позволяет (благодаря использованию принципа противотока), эффективно извлекать из него кислород (в выдыхаемом птицами воздухе около 12 % кислорода, в то время как у млекопитающих около 16 %). Воздушные мешки обеспечивают эффективное охлаждение тела при интенсивной работе мышц во время полёта.
Работу дыхательной системы птиц определяет в том числе и положение бедренной кости. Бедренные кости птиц малоподвижны, поэтому при перемещении по земле они практически не смещаются из горизонтального положения. Именно такая фиксированная позиция кости позволяет поддерживать брюшной воздухоносный мешок на вдохе.
Наличие четырёхкамерного сердца и двойного дыхания обеспечивают теплокровность птиц и очень высокую интенсивность их метаболизма. Частота дыхательных движений у мелких птиц в покое составляет около 100 в минуту и в полёте, видимо, может возрастать. Частота пульса в покое — до 400—600, а в полёте — до 1000 ударов в минуту.

## Физика полёта

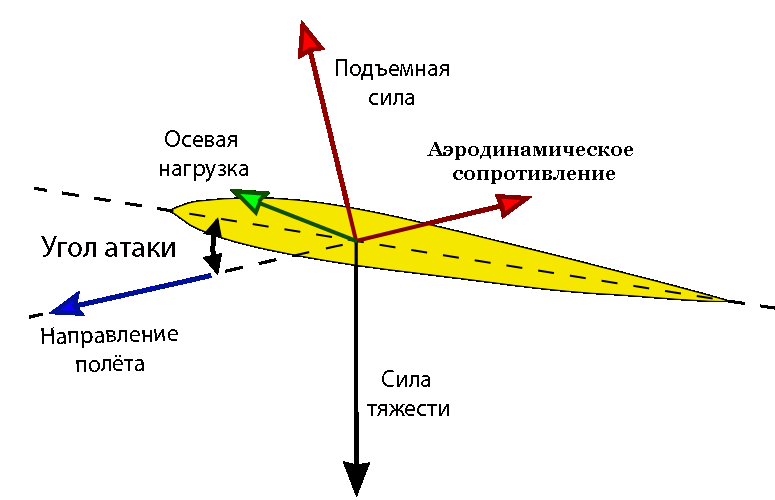
Силы, действующие на крыло птицы во время парящего полёта

Аэродинамика полёта птиц сложна и на сегодняшний день известна лишь в общих чертах. Связано это с тем, что в полёте происходят изменения положения маховых перьев и изменения площади крыла, кистевая и основная части крыла двигаются с разной скоростью и под разными углами и т. п.
Аэродинамика машущего птичьего крыла сильно отличается от аэродинамики самолётного крыла. Создаваемая крылом сила имеет основную составляющую, ортогональную вектору скорости набегающего потока  (подъёмная сила), и небольшую, направленную по вектору скорости потока (аэродинамическое сопротивление). Поэтому для компенсации силы тяжести вектор скорости должен иметь большую горизонтальную составляющую. В вертикальном полете крыло совершенно бесполезно, при пикировании птицы просто складывают крылья. В горизонтальном полете необходима компенсация горизонтальной составляющей аэродинамической силы (сила сопротивления) для сохранения скорости полёта, то есть создание вертикальной составляющей вектора скорости набегающего потока в системе координат крыла. Машущее крыло можно условно разделить на три части — центральную, не совершающую машущих движений, и две концевых, имеющие большие вертикальные составляющие скорости и, как следствие, существенную горизонтальную составляющую аэродинамической силы. При этом при движении крыла вниз сила направлена вперёд, при движении вверх — назад. Изменением угла атаки этих частей крыла модуль вектора аэродинамической силы может быть уменьшен до нуля (при движении вверх). Перемещение центра давления машущего крыла приводит к возникновению моментов по тангажу, для компенсации которых необходимо горизонтальное оперение (хвост). В отличие от самолётов, вертикального оперения птицы не имеют, так как наличие двух крыльев позволяет создавать любые моменты сил
Аэродинамика машущего крыла в режиме зависания существенно сложнее из-за равенства нулю модуля вектора скорости набегающего потока. В этом случае вертикальная составляющая аэродинамической силы создаётся за счёт горизонтальной составляющей скорости крыла относительно неподвижного тела птицы.

## Этапы полёта
Аэродинамическая картина полёта птиц сложна, а его характер у отдельных групп и видов весьма разнообразен. Особенности строения крыльев, длина и пропорции маховых перьев, отношение массы тела птицы к площади её крыльев, степень развития мускулатуры являются решающими факторами, определяющими особенности и характеристики полёта у птиц.

### Взлёт
Стратегия взлёта может существенным образом отличаться, прежде всего в зависимости от размера птицы. Птицы небольшого размера требуют относительно небольшой или даже нулевой начальной скорости, которая генерируется за счёт прыжка.
В частности, такое поведение было продемонстрировано на примере скворца и перепела, которые способны генерировать 80-90 % скорости полёта за счёт начального прыжка, достигая ускорения до 48 м/c².
При этом скворцы часто используют энергию ветви, на которой сидят, хотя и не способны регулировать силу прыжка в зависимости от её толщины.
Другие небольшие птицы, такие как колибри, чьи ноги слишком малы и тонки для прыжка, начинают махать крыльями ещё на земле, достигая подъёмной силы до 1,6 веса птицы.
Крупные птицы не способны взлетать с места, и им требуется начальная скорость для полёта. Чаще всего эта скорость достигается за счёт взлёта против ветра. Кроме того, часто птицы вынуждены делать пробежку по поверхности земли или воды.
Некоторые большие птицы, такие как орлы, используют скалы, верхние ветви деревьев или другие возвышения для получения скорости за счёт падения. Морские птицы часто способны достичь подобного эффекта за счёт взлёта с гребня волны.

### Посадка

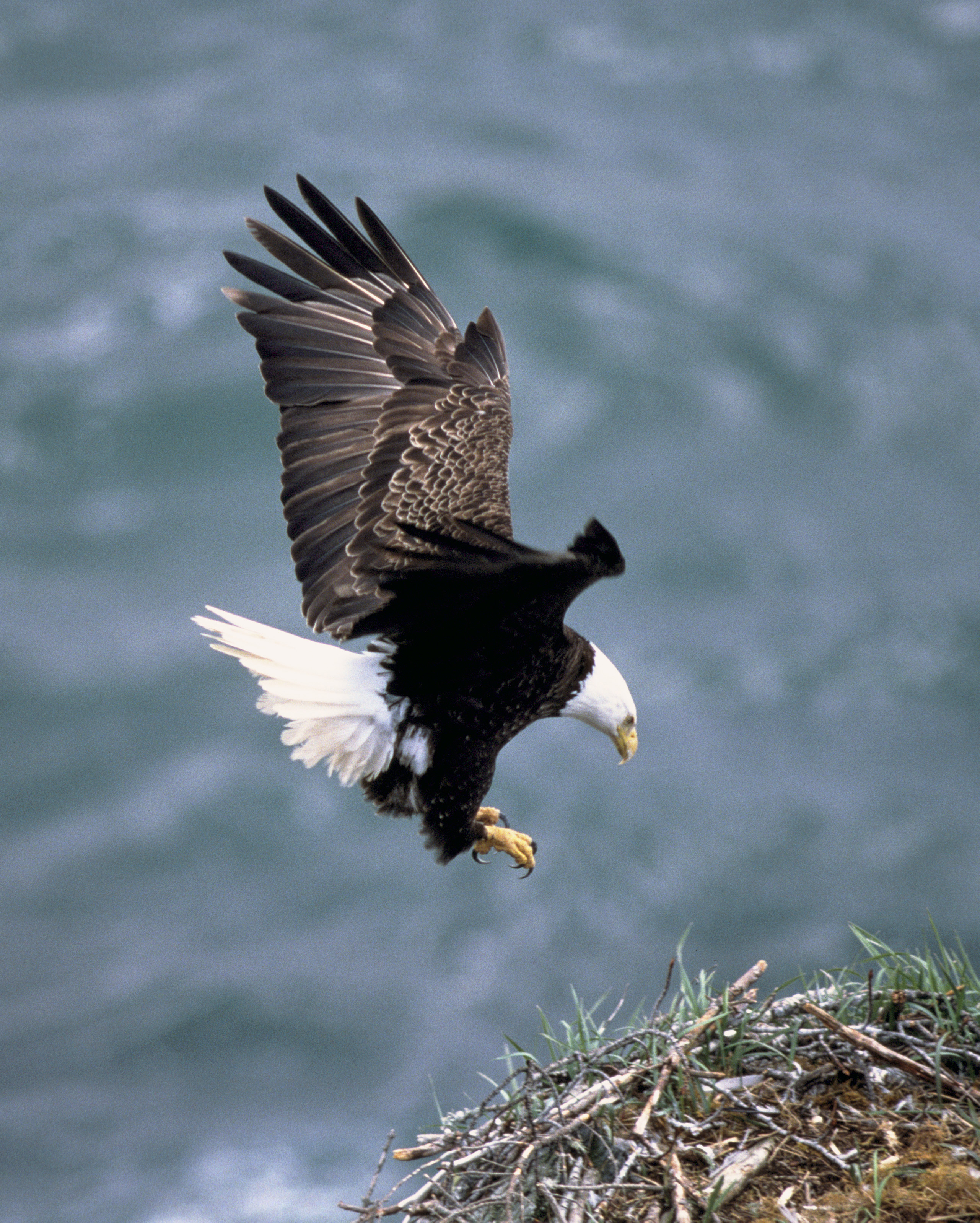
Посадка белоголового орлана

При посадке птицы уменьшают вертикальную и горизонтальную составляющие скорости. Для этого достаточно увеличить подъёмную силу крыла (даже крупные птицы поднимают в воздух добычу, вес которой превышает вес птицы). С этой целью птицы увеличивают угол атаки крыльев вплоть до свала, ориентируют тело вертикально и широко раздвигают крылья и хвост для увеличения встречного сопротивления воздуха. Одновременно они вытягивают вперёд ноги, чтобы амортизировать посадку. При этом тело птицы участвует в двух движениях − по окружности в вертикальной плоскости за счёт аэродинамической силы, направленной ортогонально к вектору скорости машущего крыла и ускоренного падения под действием силы тяжести.
В определённые моменты времени под действием этих сил проходят через нуль обе составляющие скорости. Выбором величины аэродинамической силы эти моменты времени можно совместить, то есть скорость тела птицы обратить в нуль. При этом крыло должно совершать движение по окружности в вертикальной плоскости с постоянной скоростью, то есть перемещается вверх относительно тела птицы, как показано на фото.
Ноги позволяют амортизировать удар при посадке. Однако эффективность амортизации с помощью ног сильно варьирует у разных видов птиц. У птиц, которые проводят в воздухе большую часть времени, таких как колибри, стрижи и ласточки, ноги слабые и непригодны для этой цели. Напротив, у тетеревов и куропаток ноги сильные, способные полностью амортизировать медленный полёт этих птиц.
Механизм использования ног также варьируется. Крупные птицы обычно выставляют ноги вперёд, увеличивая сопротивление воздуха и готовясь к столкновению с поверхностью. Птицы небольших размеров обычно вовлекают в процесс ветви, на которые птица собирается приземлиться.
В дополнение к амортизации ногами, большинство птиц вынуждено использовать дополнительные механизмы. Так, большинство хищных птиц всегда приземляется против ветра. При этом почти всегда их крылья разведены в стороны, а придаточное крыло полностью развёрнуто. Большинство крупных птиц, например сойка, перед посадкой двигаются ниже места самой посадки (ветви или скалы), а за несколько метров до цели поднимаются вверх без машущих движений крыльями. Этот подход позволяет достигать почти нулевой скорости даже при отсутствии ветра.
Уменьшение скорости не столь важно для водоплавающих и некоторых морских птиц, которые, способны гасить скорость об воду с помощью своих широких ног. Ноги не обязательно должны иметь перепонки для торможения — такие птицы, как аисты, цапли и журавли, имеют идеальные для этих целей ноги. Хотя эти птицы и способны к посадке на горизонтальную поверхность земли, часто они делают это довольно неуклюже.

## Типы полёта
Полёт птиц принято разделять на два основных типа:
- активный, или машущий,
- пассивный, или парящий.

Птицы обычно используют не один тип полёта, а комбинируют их. За взмахами крыльев следуют фазы, когда крыло не совершает движений: это скользящий полёт, или парение. Такой полёт характерен преимущественно для птиц средних и крупных размеров, с достаточной массой тела.
Слаборазвитая мускулатура крыла наблюдается у птиц с большой поверхностью крыла, преимущественно использующих парящий полёт. Развитой сильной мускулатурой, наоборот, обладают птицы с небольшой поверхностью крыла.

### Машущий полёт
Машущий полёт состоит из двух отдельных типов движения: рабочего хода и обратного хода. Во время рабочего хода крыло двигается вперёд и вниз, а обратный ход возвращает крыло в начальную позицию. При этом внутренняя часть крыла в первую очередь генерирует подъёмную силу, тогда как кисть генерирует тягу, которая толкает птицу вперёд. Во время рабочего хода маховые перья первого порядка, сведённые вместе, формируют плотную обтекаемую поверхность крыла. Наоборот, во время обратного хода маховые перья первого порядка многих, особенно небольших, птиц поворачиваются вокруг своей оси, обеспечивая движение воздуха между ними. Крупные птицы или длиннокрылые маленькие птицы полностью или частично сгибают крылья, приближая их к туловищу.
Машущий полёт разнообразен и в большинстве случаев зависит от размеров птицы, её биологических особенностей и экологических условий проживания. Принято различать несколько видов машущего полёта:
- хлопающий (куриные во время взлёта)
- вибрационный полёт (стрижи и колибри)
- волнообразный (ласточки)
- трепещущий (пустельга)
- прочие.

### Парящий полёт

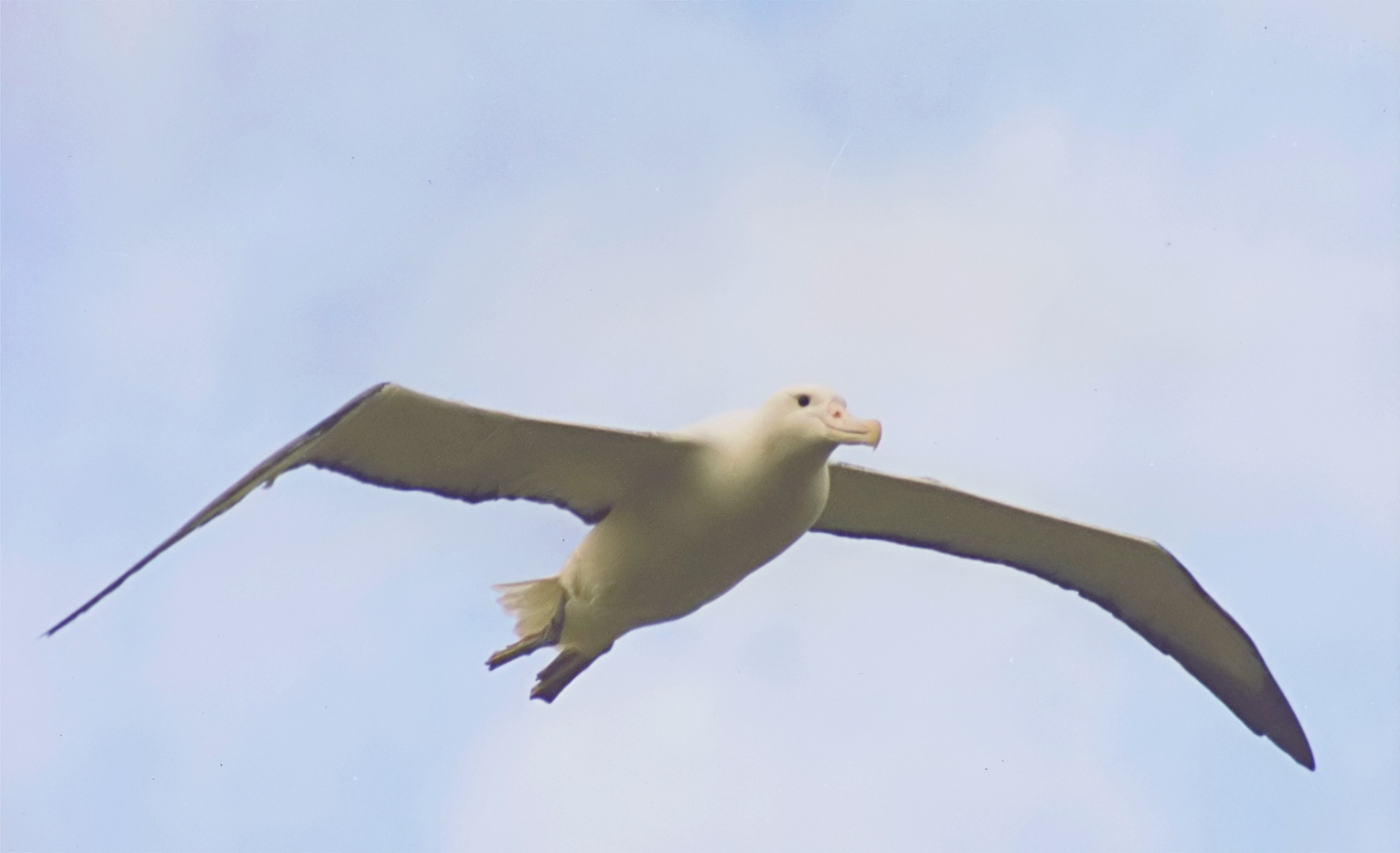
Южный королевский альбатрос в полёте

Парящим называется полёт без активных затрат энергии со стороны птицы, который осуществляется или за счёт потери скорости или высоты, или за счёт использования движения воздуха для получения энергии.
Для птиц, использующих парящий полёт, характерны крупные размеры тела и малые размеры сердца в связи с отсутствием усиленной работы мускулатуры. Крылья таких птиц обычно длинные, имеют одинаково длинные плечо и предплечье, короткую кисть. Имеет место развитие несущей поверхности второстепенных маховых, количество которых у грифов достигает 19—20, а у альбатросов 37. У сухопутных видов крылья обычно широкие, а у морских — узкие.
Различают парение динамическое и статическое.

#### Статическое парение
В основе статического парения птиц лежит использование потоков обтекания или воздушных термических потоков.
Использование восходящих потоков
Препятствия для ветра, такие как холмы, скалы, лесополосы и другие, заставляют воздух подниматься. Много видов птиц способны пользоваться такими восходящими потоками.
Например, при наблюдениях за полётом пустельги было установлено, что при ветре скоростью 8,7 м/с птицы всегда держались на высоте 6,5 ± 1,5 м над наветренной стороной, поддерживая угол атаки крыльев между 6° и 7°.
Использование воздушных термических потоков

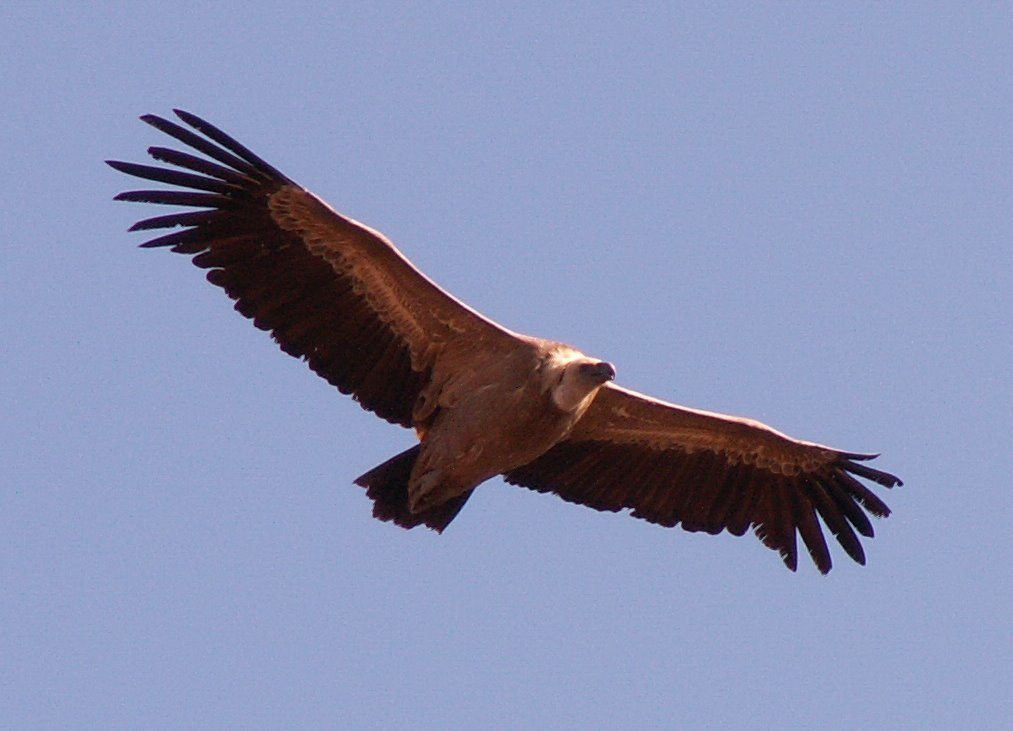
Парящий белоголовый сип

Ещё один тип парения связан с использованием птицами термиков — потоков восходящего воздуха, которые возникают вследствие нагрева воздуха возле поверхности земли. Термики чаще всего возникают над плоскими и ровными поверхностями в какой-то одной точке.
Этим методом пользуется много крупных птиц, удерживаясь в центральной части термика за счёт кружения на месте. Такое поведение характерно для многих хищных птиц, в частности грифов, коршунов, канюков. Этим методом также пользуются аисты, пеликаны и другие птицы, которые не являются хищными. Птицы, которые используют воздушные термальные потоки, имеют небольшое удлинение крыла (приблизительно 15:1), что позволяет им совершать скоростное парение, в отличие от, например, альбатросов. Такое удлинение крыла позволяет кружить кругом меньшего радиуса, и помогает оставаться в пределах термика.

#### Динамическое парение
Скорость ветра растёт с высотой, что особенно заметно над океаном. При сильном ветре (7 баллов по шкале Бофорта) его скорость составляет 15 м/с на высоте 10 м, но лишь 10 м/с на высоте 1 м. Многие морские птицы, особенно крупные океанические, такие как альбатросы, активно используют эту разность. При этом птица периодически поднимается и опускается, набирая горизонтальную скорость в более быстрых верхних слоях воздуха и вертикальную в нижних слоях, за счёт большей, чем у окружающего воздуха, скорости полёта.
Парение над волнами
Морские птицы также используют ещё два механизма парения, связанные с наличием волн. Первый тип аналогичен описанному выше динамическому парению и связан с возникновением восходящих потоков воздуха перед волной.
Так, типичная волна высотой 1 м и шириной 12 м способна образовать восходящий поток воздуха скоростью 1,65 м/с. Много птиц, таких как альбатросы, глупыши, чайки и пеликаны, при полёте постоянно балансируют на наветренной стороне волны, пользуясь этими потоками. Движение происходит параллельно гребню волны. Когда же волна заканчивается, птица двигается по инерции, разыскивая новую волну. Реже птицы могут двигаться и вместе с волной.
Другой способ получать энергию от волн состоит в том, что за волной всегда находится участок более спокойного воздуха. Птицы, такие как альбатросы и буревестники, часто летают над ними, постоянно поднимаясь и опускаясь и фактически пользуясь механизмом динамического парения.

## Методы сохранения энергии в полёте
Машущий полёт может быть чрезвычайно затратным, превышая в 2-20 раз основной обмен птицы. Поэтому птицы выработали несколько механизмов уменьшения затрат энергии при этом типе полёта.
Прерывистый полёт

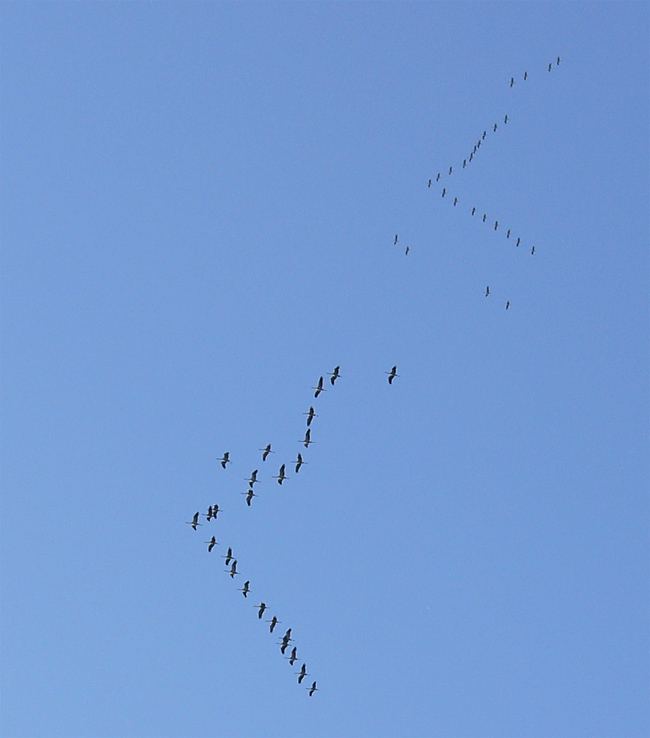
Клин серых журавлей

Одним из средств сохранения энергии во время полёта является прерывистый полёт, при котором несколько взмахов чередуются со свободным полётом. Этот механизм теоретически может сохранять энергию несколькими средствами. У больших и средних птиц во время перерывов крылья плотно прижаты к телу, что уменьшает силу сопротивления. По оценкам, общая экономия энергии при полёте зяблика составляет до 35 %. Если птица держит крылья раскрытыми во время перерыва, полёт состоит из фазы разгона во время машущего полёта, а потом планирования во время перерыва. Такой полёт увеличивает подъёмную силу и позволяет сохранять до 11 % энергии. Птицы могут использовать оба приёма в зависимости от скорости полёта. Кроме того, оптимальная частота взмахов крыльев с точки зрения использования мышц может быть больше необходимой для полёта, из-за чего прерывистый полёт предоставляет возможность использовать мышцы в оптимальном режиме. Данный тип полёта особенно характерен для вьюрковых птиц.
Прерывистый полёт характерен для некоторых групп птиц. Так, он является основной характеристикой полёта дятлов, которые, в зависимости от вида, машут крыльями от 30 % до 93 % времени полёта, остальное приходится на паузы. Обыкновенная сорока также проводит до 60 % полёта в состоянии пауз в махании. Прерывистый полёт у некоторых видов может происходить даже во время зависания на месте без ветра и с ним, и птице удаётся поддерживать своё положение относительно земли.
Полёт упорядоченной группой
При полёте на концах крыльев птиц формируются восходящие струи воздуха. Птицы задних порядков используют эту струю, как бы выталкивающую их вперёд. Таким образом, часть аэродинамической нагрузки берут на себя вожаки стаи и наиболее сильные птицы, летящие во главе клина. При полёте V-образной группой каждая птица находится в зоне восходящих потоков предыдущей, что позволяет экономить энергию. Наибольший эффект достигается для больших птиц, и лишь для них преимущества превышают затраты на поддержание точного расстояния. По подсчётам, клиновой строй позволяет птицам снизить энергозатраты во время перелёта на 25 %.

## Зависание

### Зависание на месте

Схема зависания колибри

Зависание на месте относительно окружающего воздуха (англ. hovering) — сложная задача. Большинство птиц или совсем неспособны к нему, или способны лишь на протяжении очень короткого времени. Фактически единственная группа птиц, приспособленных к этому, — колибри, масса тела которых варьирует между 2 и 8 г.
Ненамного большие по размеру нектарницы, имея массу от 10 до 20 г, зависают на месте, только если отсутствует другой удобный способ добраться к цветку. При таком зависании крылья колибри почти невидимы человеческому глазу, а крылья нектарниц, которые двигаются намного медленнее, видимы как прозрачный диск вокруг птицы. Эти птицы способны в случае необходимости медленно передвигаться в любом направлении.
При зависании на месте тело птицы находится в почти вертикальной позиции, его ось составляет угол 40-50° с горизонтальной плоскостью[уточнить]. При этом крылья движутся практически в горизонтальной плоскости, описывая восьмёрку. При каждом движении вперёд и назад крыло движется слегка вниз, и поднимается наверх в крайних точках.
Угол движения составляет около 130°, приблизительно одинаково вперёд и назад. Кисть крыла при этом оборачивается почти на 180° при изменении направления движения, постоянно удерживая положительный угол атаки. Частота движения составляет 36-39 Гц у колибри Chlorostilbon lucidus и 27-30 Гц у чёрного якобина (Florisuga fusca), максимальная скорость — 20 м/с. При этом колибри способны поднимать груз в 80-200 % от массы собственного тела.

### Зависание против ветра
Своеобразный вид полёта — зависание относительно поверхности за счёт полёта против ветра со скоростью ветра (англ. windhovering). Это характерно для многих хищных и рыбоядных птиц: буревестника, скопы, крачек, поморников, некоторых зимородков. Неподвижность относительно земли или воды помогает птице высматривать добычу. Однако этот режим полёта оптимален только при определённой скорости ветра; в противном случае он требует от птицы значительно больших усилий.
При зависании голова остаётся неподвижной относительно земли с очень высокой точностью. Так, у пустельги колебания не превышают 6 мм, причём не коррелируют со взмахами крыльев. При этом птице удаётся быстро реагировать на изменения скорости ветра, которые не способны изменить положение головы.

## Маневрирование и скорость полёта

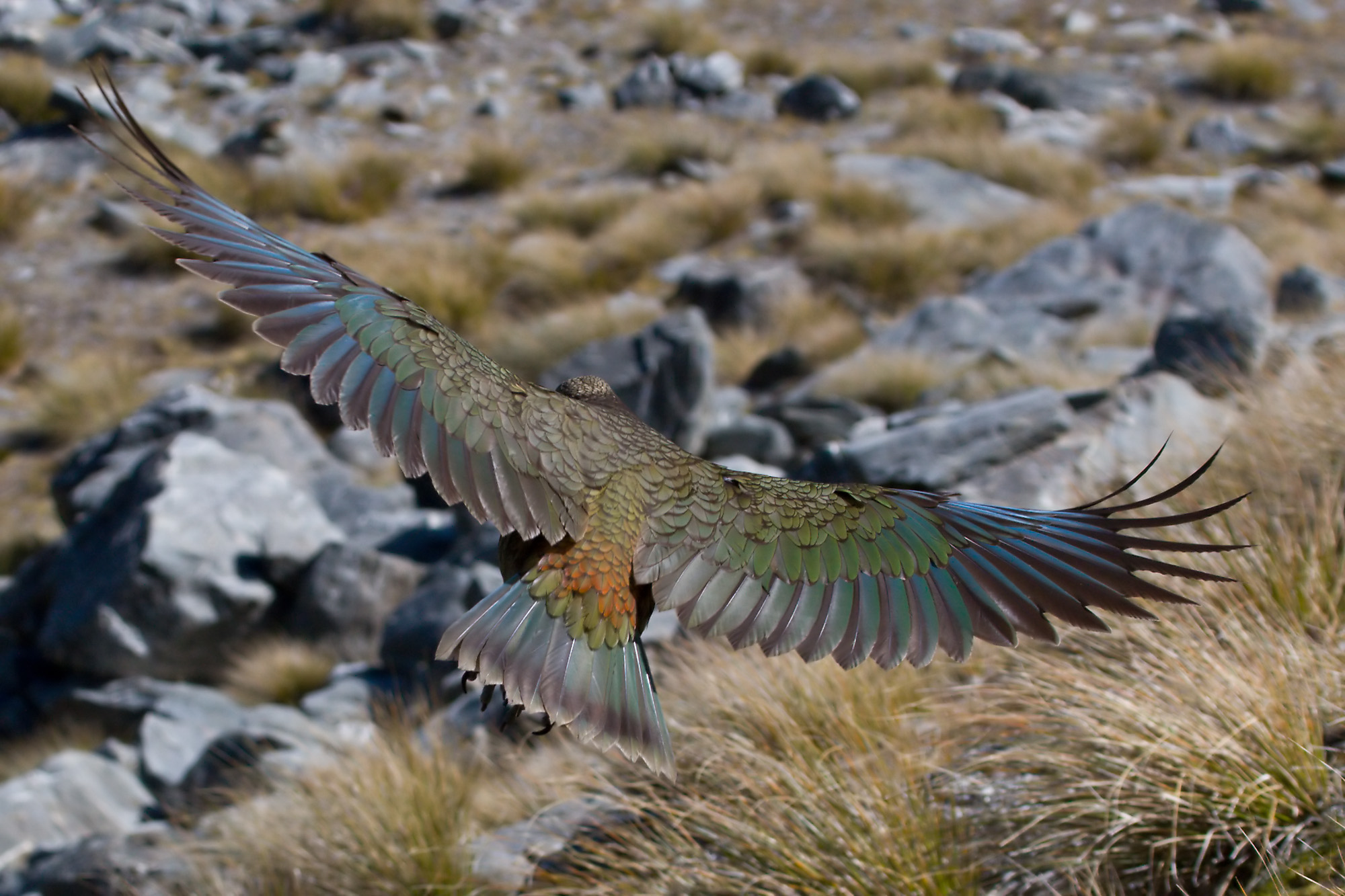
Попугай кеа в полёте

Маневрирование во время полёта достигается за счёт изменения результирующей сил тяжести и аэродинамической силы крыла. Большое значение для скорости полёта птиц имеет попутный ветер, который её увеличивает.
Скорость птиц при сезонных миграциях обычно выше, чем при внесезонных перелётах. Серые журавли, серебристые чайки, большие морские чайки совершают перелёты со скоростью 50 км/ч, зяблики, чижи — 55 км/ч, ласточки-касатки — 55—60 км/ч, дикие гуси различных видов — 70—90 км/ч, свиязи — 75—85 км/ч, кулики различных видов — в среднем около 90 км/ч. Наибольшая скорость перелётов наблюдается у чёрного стрижа — 110—150 км/ч. Дупели показали удивительную выносливость: они способны лететь со скоростью около 100 км/ч на протяжении более 6500 км. Наибольшая скорость пикирующего полета наблюдается у сокола-сапсана — до 320 км/ч.

## Высота полёта
Энергетика и аэродинамика организма птиц, видимо, позволяют машущий полёт вплоть до высоты 5—6 км, что, кстати, совпадает с границей вечных снегов во многих географических зонах. Несколько видов птиц гнездятся на таких высотах, хотя к машущему полёту прибегают очень ограниченно — в основном перемещаются по земле или парят в восходящих потоках воздуха. Например, тибетская ложносойка, черношейные журавли, горные гуси, колибри рода Chalcostigma. Примерно до тех же высот поднимаются гуси в ходе сезонных миграций; они перелетают Гималаи на высотах до 5500—6000 м. Такой перелёт осуществляется на пределе физических возможностей этих птиц и выполняется с учётом многочисленных условий, позволяющих экономить энергию. Многие грифы (например кондоры), хотя и практикуют в основном парящий полёт, но тоже гнездятся до 5000 м и совсем без машущего полёта на больших высотах обойтись не могут.
Рекордсменом высокогорности, по-видимому, является альпийская галка, замеченная альпинистами на высоте 8200 метров. Впрочем, даже она не набирает эту высоту сразу от уровня моря.
Но подавляющее большинство птиц чаще всего летает вдоль поверхности земли, даже во время миграции не поднимаясь выше 1,5 километра.
Парение в восходящих потоках воздуха позволяет птицам подниматься существенно выше, в очень редких случаях — до высот, на которых поддержание жизнедеятельности невозможно. 
Так, в 1973 году африканский сип столкнулся с самолётом над африканской республикой Кот д’Ивуар на высоте 11 277 м; очевидно, что указанная высота была обусловлена параметрами восходящего потока, а не физическими возможностями птицы; вне локально повышенной плотности воздуха, на высотах, превышающих 10 км, теплокровные животные нежизнеспособны.
В средствах массовой информации встречаются утверждения, что в 1967 году стая из 30 лебедей-кликунов была замечена на высоте более 8,2 км в районе Северной Ирландии, а серых журавлей встречали пересекающими хребет Гималаи на высоте около 10 км. Однако эти факты не подтверждены достоверными источниками.